# Fort Matanzas National Monument
Das Fort Matanzas National Monument ist ein von den Spaniern erbautes Fort in der Nähe von St. Augustine in Florida. Es wurde 1740 fertiggestellt, seinen Namen erhielt es von einem Massaker, als spanische Siedler unter der Führung von Pedro Menéndez de Avilés 1565 250 schiffbrüchige Hugenotten aus Frankreich hinrichteten, da er den Befehl hatte, alle Protestanten zu töten (matanzas, spanisch für Massaker).

## Geschichte
1740 belagerte James Oglethorpe das Fort Castillo de San Marcos und die benachbarte Stadt St. Augustine. Die Belagerung und auch die Versorgung seiner Truppen erfolgte teilweise über die Mündung des Matanzas Rivers den Fluss hinauf. Direkt nach der gescheiterten Belagerung begannen die Spanier, auf Rattlesnake Island mit dem Bau einer Befestigungsanlage, die mit Arbeitern aus Kuba 1742 fertiggestellt wurde. Ihre Aufgabe war die Überwachung des Mündungsgebietes, auch von der Seeseite. Der sumpfige Untergrund wurde mit Kiefernstämmen stabilisiert, auf denen die Anlage errichtet wurde. Kurz vor der Fertigstellung 1742 versuchten die Briten abermals unter der Führung von James Oglethorpe über die Mündung des Flusses mit 12 Schiffen in das Landesinnere vorzudringen. Der Versuch wurde aber durch das bereits wehrhafte Fort vereitelt. Dieser Vorfall war der einzige in der Geschichte des Forts.
Nach dem Pariser Frieden von 1783 hatten die Spanier an dem Fort keinerlei Interesse mehr und ließen es verfallen. Als die Vereinigten Staaten Florida und damit auch das Fort übernahmen, war es in einem Zustand, der weder zur Verteidigung der Mündung, geschweige denn zur Unterbringung von Soldaten dienlich war. 1916 begann man mit der Restaurierung des Forts, welches 1924 zum National Monument deklariert wurde. Seit 1933 wird das Fort vom National Park Service verwaltet.
1966 erfolgte der Eintrag in das National Register of Historic Places. Das Fort wird zusammen mit dem Castillo de San Marcos National Monument als eine Einheit verwaltet.

## Tourismus
Das Fort selbst kann nur mittels einer Fähre besucht werden, die täglich zu den Betriebszeiten je 30 Minuten nach der vollen Stunde die Insel anfährt. Im Jahre 2005 besuchten 1.002.444 Menschen die Insel.